# Ramelaische Sprachen

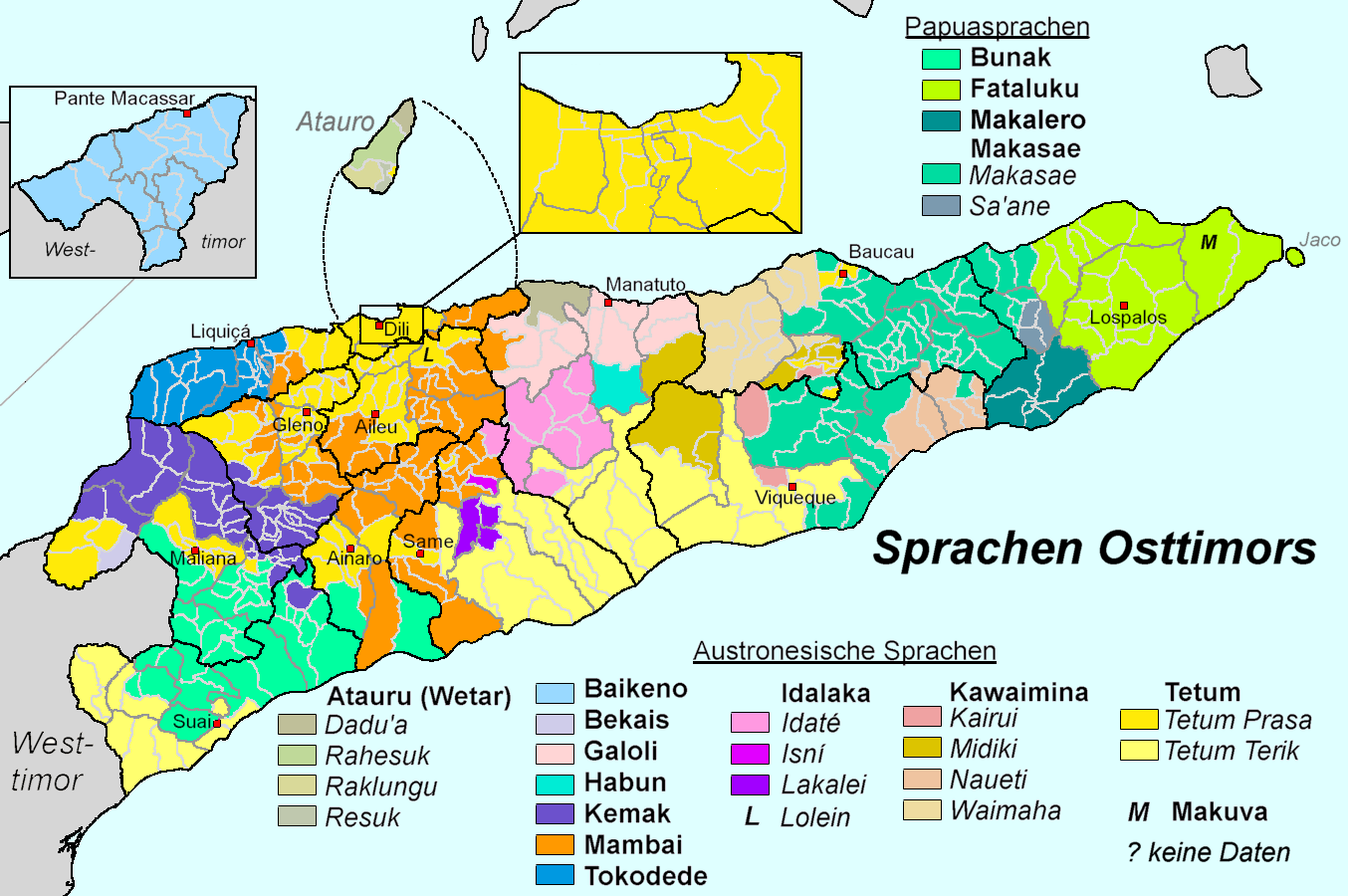
Die größten Sprachgruppen in den Sucos Osttimors.

Zu den ramelaischen Sprachen gehören mehrere austronesische Sprachen, die in Osttimor und dem indonesischen Westtimor gesprochen werden. Sie sind nach dem Ramelau-Gebirge benannt, das im Zentrum des Sprachgebiets der Sprachfamilie liegt.

## Einordnung und Eigenschaften
Zusammen mit den fabronischen Sprachen (auch Extra-Ramelaisch genannt) bilden die ramelaischen Sprachen die Sprachfamilie der Timorsprachen. Sie sind Teil des Timor-Flores-Zweigs und gehören als zentral-malayo-polynesische Sprachen zu den malayo-polynesischen Sprachen. Zu den ramelaischen Sprachen gehören Kemak, Mambai und Tokodede. Als Idalaka werden die drei Sprachen Lakalei, Idaté und Isní zusammengefasst. Zu Isní gehört auch der Subdialekt Lolein.
Die ramelaischen Sprachen sind stärker als die Fabronischen durch Papuasprachen beeinflusst, vor allem dem benachbarten Bunak. Hinzu kommt ein starker Einfluss des ambonesischen Malaiisch, einer Kreolsprache, die Händler im 15. Jahrhundert nach Timor brachten. Vermutlich breitete sich der Einfluss von der Region ums heutige Dili aus. Tokodede wurde durch dieses Malaiisch vollständig kreolisiert, Mambai fast vollständig. Kemak und Idalaka standen weniger unter dem Einfluss. Ethnologue unterteilt die Sprachfamilie in Zentral mit Mambai, Ost mit Idalaka und West mit Kemak und Tokodede.
Ethnologue ordnet auch Galoli zu den östlichen, ramelaischen Sprachen. Sie wird aber von Geoffrey Hull, einem führenden Experten der Timorsprachen zu den fabronischen Sprachen gezählt.

## Einzelsprachen und Sprecheranzahl
Die Angaben beziehen sich auf die Volkszählung in Osttimor. Zahlen für Westtimor sind nicht verfügbar.
- Kemak: 61.969. Vor allem in der osttimoresischen Gemeinde Bobonaro. Auch in den benachbarten Gemeinden und im angrenzenden Westtimor.
- Mambai: 131.361. Im Hochland von Osttimor in den Gemeinden Ainaro, Aileu, Ermera, Liquiçá und angrenzenden Gemeinden.
- Tokodede: 39.483. In der osttimoresischen Gemeinde Liquiçá.
- Idalaka: 18.854
  - Lakalei: 3.250. In der osttimoresischen Gemeinde Manufahi.
  - Idaté: 13.512. Vor allem in der osttimoresischen Gemeinde Manatuto.
  - Isní: 700. Im Norden der osttimoresischen Gemeinde Manufahi.
    - Lolein: 1.155. In den osttimoresischen Gemeinden Dili und Aileu.